# Vrijmetselarij in Zuid-Afrika
De vrijmetselarij werd in 1772 geïntroduceerd in Zuid-Afrika door leden van het Grootoosten der Nederlanden. Vandaag de dag opereren verschillende loges onder het gezag van verschillende Grootloges, waaronder de United Grand Lodge of England, de Grand Lodge of Scotland, de Grand Lodge of Ireland, de Grootloge van Zuid-Afrika, en Le Droit Humain.

## Vroegkoloniale periode
In de 18e eeuw waren vooraanstaande ambtenaren van de Verenigde Oostindische Compagnie (VOC) actieve vrijmetselaren, die de vrijmetselarij introduceerden in havens tijdens hun reizen naar Nederlands-Indië. Op 24 april 1772 arriveerde Abraham van der Weijden, plaatsvervangend Grootmeester van het Grootoosten der Nederlanden in het buitenland, in Kaap de Goede Hoop. Tien dagen later gaf hij opdracht tot de oprichting van de loge "De Goede Hoop", die op 1 september 1772 officieel werd erkend door het Grootoosten. De oprichters van deze loge waren Abraham Chiron, Jacobus le Febre, Johann Gie, Pieter Soermans, Christoffel Brand, Jan van Schoor, Olof de Wet en Petrus de Wit.
In 1774 werden de eerste twee autochtone kandidaten ingewijd als vrijmetselaren. Ondanks deze ontwikkeling kon de loge geen sterke wortels schieten onder de lokale bevolking en bleef afhankelijk van bezoekende leden. In 1781 raakte de loge inactief, maar werd nieuw leven ingeblazen in 1794 toen meer lokale bewoners zich tot de broederschap aangetrokken voelden, waaronder J.A. Truter, destijds opperrechter.
In 1795 bezetten de Britten de Kaap en brachten militaire loges met zich mee. Tijdens deze periode werden er echter geen nieuwe loges opgericht in de Kaapkolonie.

## Britse bewind

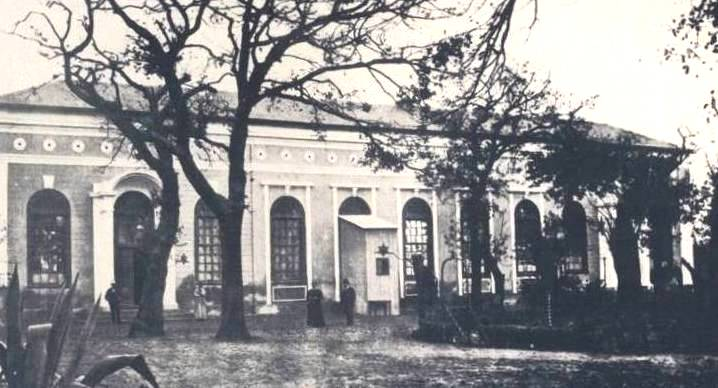
In 1803 werkten drie vooraanstaande Kaapse vrijmetselaren mee aan de Loge De Goede Hoop: Thibault als architect, Schutte als aannemer en Anreith als beeldhouwer. De bijgevoegde foto is genomen in 1875. Helaas gingen de vier beelden van Anreith in de tempel verloren tijdens een brand die het gebouw in 1892 verwoestte, maar gelukkig werden drie andere beelden gered.

In 1800 richtten Nederlandse vrijmetselaren een nieuwe loge op, genaamd de "De Goede Trouw". In 1802 kwam Jacob de Mist uit Nederland en werd de eerste Gedeputeerd Grootmeester Nationaal voor Zuid-Afrika.
De Napoleontische oorlogen leidden tot een tweede Britse invasie van Zuid-Afrika. Met de Britse heerschappij nam het aantal leden van Engelse afkomst binnen Nederlandse loges toe. Deze verschuiving zorgde voor spanningen tussen de Britse vrijmetselaren en hun Nederlandstalige tegenhangers. In 1811 resulteerden deze spanningen in de oprichting van een afzonderlijke loge door de Engelse vrijmetselaren in Kaapstad, genaamd "British Lodge", die viel onder de Premier Grand Lodge of England (de Moderns). Het jaar daarop, in 1812, stichtten de Antients een rivaliserende loge met de naam "Cape of Good Hope".
In 1860 richtten Schotse vrijmetselaren de "Lodge Southern Cross" op, gevolgd door de oprichting van "Lodge St. Patrick" door Ierse vrijmetselaren in 1882. Dit markeerde het begin van een snelle verspreiding van de vrijmetselarij, voornamelijk onder de nazaten van Britse kolonisten, over het hele land, inclusief het toenmalige Zuidwest-Afrika en Rhodesië. Loges werden gevestigd in talrijke dorpen, zelfs in afgelegen gebieden. Tegen het midden van de 20e eeuw waren er 500 loges met ongeveer 20.000 leden. Deze loges bevorderden de Engelse culturele identiteit en waarden, dienden als basis voor het smeden van sociale netwerken en zakelijke relaties. 
Uiteindelijk besloten de Britse en Nederlandse vrijmetselaren samen te werken als één geheel. Thomas Nathaniel Cranstoun-Day (van de Engelse kant) was een voorstander van het behoud van het Engels als voertaal binnen de loge. Zelf sprak hij geen Afrikaans.

## De moderne tijd

### Grootloge van Zuid-Afrika
Op 22 april 1961 verbraken de 90 loges die voorheen onder het Grootoosten der Nederlanden vielen de banden met Nederland. Onder leiding van kolonel Colin Graham Botha richtten ze hun eigen onafhankelijke Grootloge van Zuid-Afrika op, waarbij Botha de rol van eerste Grootmeester op zich nam. Het motto van de Grootloge is "Deo et Collegio", wat "God en Orde" betekent in het Latijn. In 1977 werden niet-blanke leden voor het eerst toegelaten tot de loges.
Prominente Grootmeesters waren onder andere advocaat C.J. Brand (kleinzoon van één van de grondleggers van de vrijmetselarij in Zuid-Afrika), M. van Breda (de eerste burgemeester van Kaapstad) en J.H. Hofmeyer (Meester van het Hooggerechtshof). Tijdens een periode van financiële uitdagingen bekleedde C.C. Silberbauer de positie van Grootmeester.

### Le Droit Humain (Zuid-Afrikaanse Federatie)
De eerste gemengde loge van Le Droit Humain werd opgericht in 1914 in Durban. Tot 1995 vielen deze loges onder de Britse Federatie, waarna de Zuid-Afrikaanse Federatie werd opgericht.

## Oppositie tegen de vrijmetselarij
De Zuid-Afrikaanse overheid koesterde argwaan jegens de geheimhouding van de ledenlijst en vermoedde dat er sprake was van clandestiene politieke inmenging en invloed. Echter, een onderzoek door een gerechtelijke commissie in 1964 wist deze verdenking weg te nemen. Vanaf de vroege jaren zestig heeft de Nederduitse Gereformeerde Kerk haar leden verboden om vrijmetselaar te worden.